# Fannrem
Fannrem är en kyrkby i Orklands kommun i Trøndelag fylke i mellersta Norge. Orten ligger vid sidan av fylkesväg 65 och älven Orkla. Här finns Orkdals kyrka. Den utgör en del av den sammanväxta tätorten Orkanger/Fannrem.
Tidigare har orten utgjort centralort i dåvarande Orkdals kommun i Sør-Trøndelag fylke.

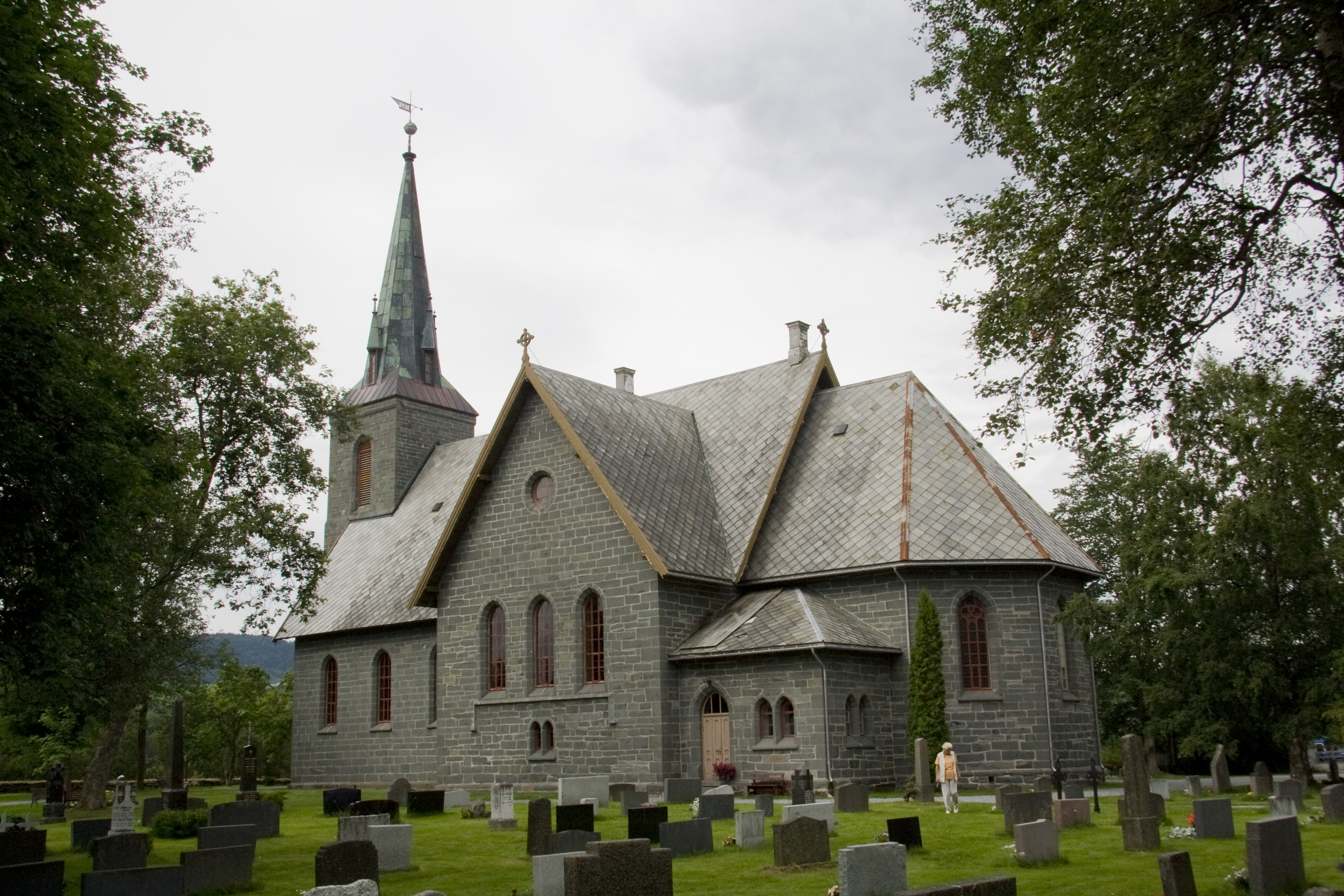
Orkdals kyrka.